# Mamadi Diakite
Mamadi Diakite (Conacri, 21 de janeiro de 1997) é um jogador de basquete profissional guineense que atualmente joga pelo New York Knicks da National Basketball Association (NBA).
Ele jogou basquete universitário pela Universidade da Virgínia e foi campeão da NCAA em 2019.
Depois de não ter sido selecionado no Draft da NBA de 2020, Diakite assinou com o Milwaukee Bucks em novembro de 2020. Durante sua temporada de estreia com os Bucks, ele ganhou um título da NBA. Ele também ganhou um título da G-League com o Lakeland Magic.

## Primeiros anos
Filho de Aboubacar Sidiki Diakite e Aminata Kaba, Mamadi nasceu em Conakry, Guiné e foi criado como muçulmano. Seu pai era inspetor-geral de saúde da Guiné e sua mãe era obstetra. Diakite cresceu jogando futebol em ruas e parques, mas depois começou a jogar basquete por causa de sua altura e capacidade atlética.
Devido à falta de oportunidades de basquete na Guiné, ele tentou chamar a atenção dos Estados Unidos por meio do Facebook. Como resultado, Diakite foi contatado por Hassan Fofana, um nativo da Guiné e ex-jogador de basquete universitário, e com sua ajuda ingressou no Blue Ridge School, um internato em Saint George, Virgínia.

## Carreira no ensino médio
Diakite se matriculou na Blue Ridge School no início de 2014. Quando ele veio pela primeira vez para os Estados Unidos, ele falava apenas francês, e o ex-jogador de basquete guineense, Mamadi Diane, estava entre aqueles que o ajudaram a se aclimatar.
Diakite jogou duas temporadas de basquete na Blue Ridge School, jogou futebol e praticou atletismo, porque a escola exigia que os alunos praticassem um esporte a cada temporada. Como veterano no basquete, ele teve médias de 12 pontos, oito rebotes e quatro bloqueios enquanto liderava sua equipe para o título estadual. Diakite foi nomeado para a Segunda-Equipe da Virginia no futebol em 2014-15 e ganhou títulos consecutivos de salto em altura.
No basquete, ele era um recruta de quatro estrelas e o maior candidato no estado da Virgínia. Em 4 de agosto de 2015, Diakite se comprometeu a jogar pela Universidade da Virgínia, recusando ofertas de vários outros programas da Divisão I da NCAA, incluindo Baylor, USC e Washington.

## Carreira universitária
Depois de se comprometer com Virgínia, Diakite se reclassificou para a classe de 2015 na esperança de se preparar fisicamente para o basquete universitário e se ajustar ao estilo de vida universitária durante a temporada de 2015–16.
Ele estreou como calouro em 15 de novembro de 2016, marcando oito pontos e quatro rebotes na vitória por 72–32 sobre St. Francis Brooklyn. Em 6 de dezembro, Diakite marcou 12 pontos na vitória por 76 a 53 sobre East Carolina. Ao longo de 32 jogos na temporada, ele teve médias de 3,8 pontos, 2,6 rebotes e 1,2 bloqueios.
Em 23 de novembro de 2017, em sua segunda temporada, Diakite registrou 12 pontos e cinco rebotes na vitória por 68-42 sobre Vanderbilt no NIT Season Tip-Off. Em 3 de fevereiro de 2018, ele marcou 12 pontos em uma vitória por 59-44 sobre Syracuse. Ao longo de 34 jogos, Diakite teve médias de 5,4 pontos, 3,0 rebotes e 0,5 bloqueios.
No terceiro jogo de sua terceira temporada, ele registrou 18 pontos em uma vitória por 97-40 sobre Coppin State. Em 9 de janeiro de 2019, Diakite registrou 18 pontos, sete rebotes e dois bloqueios na vitória por 83-56 sobre Boston College. Em 30 de março, no Elite Eight do Torneio da NCAA de 2019, ele registrou 14 pontos, sete rebotes e quatro bloqueios em uma vitória por 80-75 sobre Purdue. No Final Four, eles jogaram contra Auburn e Diakite registrou 2 pontos e 6 rebotes em 36 minutos. Virginia venceu o jogo por 63-62 depois que Kyle Guy acertou 3 lances livres. Na Final do Torneio da NCAA de 2019, eles jogaram contra Texas Tech. Diakite registrou 9 pontos e 7 rebotes em 25 minutos. Virginia venceu o jogo na prorrogação por 85-77, dando à Virgínia seu primeiro título nacional. Ele se declarou para o draft da NBA de 2019 depois de vencer o título, mas retirou seu nome do draft para retornar à Virgínia para sua última temporada de elegibilidade.
Diakite registrou 19 pontos e 13 rebotes em uma vitória de 65-34 contra James Madison em 10 de novembro de 2019. Em 19 de novembro, ele marcou 19 pontos em uma vitória contra Vermont por 61-55. Diakite marcou 21 pontos em uma derrota de 70-59 para South Carolina em 22 de dezembro. No final da temporada regular, ele foi selecionado para a Segunda-Equipe da ACC.

## Carreira profissional

### Milwaukee Bucks (2020–2021)
Depois de não ter sido selecionado no draft da NBA de 2020, Diakite assinou um contrato bidirecional com o Milwaukee Bucks em 24 de novembro de 2020. Quando o Wisconsin Herd decidiu não jogar a temporada de 2020-21 da G-League, Diakite foi enviado para o Lakeland Magic. Ele jogou em 12 jogos e teve médias de 18,5 pontos, 10,3 rebotes, 2,1 bloqueios e 2,1 assistências em 27,7 minutos e foi nomeado para a Primeira-Equipe, para a Equipe Defensiva e para a Equipe de Novatos da G-League a caminho do título.
Em 21 de abril de 2021, Diakite assinou um contrato padrão da NBA após fazer 11 partidas com os Bucks. Ele ganhou o título da NBA em sua temporada de estreia com os Bucks. Em 24 de setembro, ele foi dispensado por Milwaukee.

### Oklahoma City Thunder (2022)
Em 26 de setembro de 2021, Diakite foi contratado pelo Oklahoma City Thunder. No entanto, ele foi dispensado em 16 de outubro.
Em 11 de janeiro de 2022, Diakite assinou um contrato de 10 dias com o Oklahoma City Thunder. Diakite assinou um segundo contrato de 10 dias com o Thunder em 21 de janeiro. Ele assinou um terceiro contrato de 10 dias com o Thunder em 31 de janeiro. Em 9 de fevereiro, ele foi dispensado pela equipe, a fim de abrir uma vaga no elenco para KZ Okpala.

### Cleveland Cavaliers (2022–2023)
Em 26 de setembro de 2022, Diakite assinou com o Cleveland Cavaliers. Ele foi dispensado em 15 de outubro, mas dois dias depois foi recontratado pela equipe com um contrato de duas vias. Ele acabou jogando em 22 jogos, sendo titular em dois. No primeiro jogo em que começou contra o MVP da NBA, Joel Embiid, ele limitou o superastro a apenas 19 pontos, 6 rebotes, 6 assistências e 37,5% de aproveitamento nos arremessos. Ele também acertou 2 arremessos de três pontos durante o jogo. Em sua segunda partida como titular na temporada, Diakite enfrentou o New York Knicks, registrando 2 rebotes e um bloqueio.

### Westchester Knicks (2023)
Em 19 de outubro de 2023, Diakite assinou com o New York Knicks, mas foi dispensado dois dias depois. Em 9 de novembro de 2023, Diakite foi incluído no elenco de abertura do Westchester Knicks.

### San Antonio / Austin Spurs (2024)
Em 1º de janeiro de 2024, Diakite assinou um contrato de duas vias com o San Antonio Spurs e em 2 de março, foi dispensado pelos Spurs.

### Retorno a Westchester / New York Knicks (2024–presente)
Em 6 de março de 2024, Diakite retornou ao Westchester Knicks e em 14 de março, assinou um contrato de 10 dias com o New York Knicks. Em 25 de março, ele assinou com o New York para o restante da temporada.

## Estatísticas da carreira

### NBA

#### Temporada regular
| Ano      | Equipe        | PJ | PT | MPJ  | AP   | 3P   | LL    | RT  | AS | BR | TO | PPJ |
| -------- | ------------- | -- | -- | ---- | ---- | ---- | ----- | --- | -- | -- | -- | --- |
| 2020–21  | Milwaukee     | 14 | 1  | 10.1 | .400 | .125 | .786  | 2.4 | .6 | .5 | .4 | 3.1 |
| 2021–22  | Oklahoma City | 13 | 3  | 14.5 | .532 | .000 | .545  | 4.5 | .2 | .4 | .7 | 4.3 |
| 2022–23  | Cleveland     | 22 | 2  | 8.0  | .480 | .333 | 1.000 | 1.4 | .4 | .2 | .4 | 2.6 |
| 2023–24  | San Antonio   | 3  | 0  | 5.3  | .800 | —    | .667  | 1.0 | .7 | .0 | .3 | 4.0 |
| Carreira | Carreira      | 52 | 6  | 9.4  | .552 | .152 | .749  | 2.3 | .4 | .2 | .4 | 3.5 |

#### Playoffs
| Ano  | Equipe    | PJ | PT | MPJ | AP   | 3P   | LL    | RT  | AS | BR | TO | PPJ |
| ---- | --------- | -- | -- | --- | ---- | ---- | ----- | --- | -- | -- | -- | --- |
| 2021 | Milwaukee | 7  | 0  | 5.0 | .200 | .500 | 1.000 | 1.0 | .0 | .4 | .1 | 1.0 |

### Universidade
| Ano      | Equipe   | PJ  | PT | MPJ  | AP   | 3P   | LL   | RT  | AS  | BR  | TO  | PPJ  |
| -------- | -------- | --- | -- | ---- | ---- | ---- | ---- | --- | --- | --- | --- | ---- |
| 2016–17  | Virginia | 32  | 0  | 14.0 | .543 | .273 | .545 | 2.6 | .2  | .3  | 1.2 | 3.8  |
| 2017–18  | Virginia | 34  | 0  | 15.6 | .577 | .000 | .780 | 3.0 | .1  | .4  | .5  | 5.4  |
| 2018–19  | Virginia | 38  | 22 | 21.8 | .550 | .294 | .700 | 4.4 | .3  | .4  | 1.7 | 7.4  |
| 2019–20  | Virginia | 30  | 30 | 32.8 | .478 | .364 | .754 | 6.8 | .6  | .8  | 1.3 | 13.7 |
| Carreira | Carreira | 134 | 52 | 21.0 | .537 | .232 | .694 | 4.2 | 0.3 | 0.4 | 1.1 | 7.5  |

Fonte:

## Vida pessoal
Diakite é fluente em francês, malinka, susu e fula. Ele começou a aprender inglês quando chegou aos Estados Unidos para estudar na Blue Ridge School. Em 2014, seu pai, Aboubacar Sidiki Diakite, inspetor geral de saúde da Guiné, começou a liderar os esforços de seu país contra a epidemia do vírus Ebola na África Ocidental em associação com a Organização Mundial de Saúde.
Em fevereiro de 2019, ele tingiu o cabelo de loiro em "uma homenagem a quando ele jogava futebol quando jovem na Guiné".